# Чёртов мост (Швейцария)
Чёртов мост (нем. Teufelsbrucke) — название трёх мостов через реку Ройс в Швейцарии близ селения Андерматт, в Альпах, в 12 км к северу от перевала Сен-Готард. В 1799 году за этот переход шли бои в ходе Швейцарского похода А. В. Суворова.
Деревянный мост у Андерматта существовал с 1230 по 1707 год. Первый каменный мост был перекинут через ущелье Ройс в 1595 году.  Чёртов мост представлял собой узкую каменную арку длиной около 25 метров, переброшенную над ущельем на высоте 22—23 метра над бурным грохочущим потоком.

## Легенда
Вокруг подобного типа каменных арочных мостов существовали легенды, их называли «чёртовыми мостами», с чем и связано название этого моста. По преданию, местным жителям долгое время никак не удавалось построить мост, так как бурный поток каждый раз сносил возобновлявшуюся постройку. Тогда в сговор со строителями вступил чёрт. Он предложил помочь в строительстве моста, с тем условием, что заберёт душу первого, кто перейдёт по мосту. Мост был построен, однако местные жители перехитрили чёрта, пустив по мосту козлёнка. В память о легенде на скале возле Чёртова моста красной краской были нарисованы чёрт и козлёнок. Эти изображения сохранились до сих пор.

## Переход русской армии и память о нём
В 1799 году в ходе Швейцарского похода А. В. Суворова русские войска, продемонстрировав высокое тактическое искусство и героизм, с боем прошли по Чёртову мосту. Дорога вдоль реки Ройс от деревни Урзерн к Чёртову мосту проходила через узкий (шириной до 3 метров) туннель «Урзернская дыра» длиной около 60 метров, оборонявшийся французским отрядом. Русские воины сумели обойти туннель по горам и по ущелью реки и, внезапно появившись с противоположной стороны туннеля, разгромили французский отряд. Французские войска, находившиеся на противоположном берегу, начали разрушать мост.

Войска Вашего Императорского Величества — писал Суворов в реляции Павлу I, — прошли через тёмную горную пещеру, заняли мост, удивительной игрой природы из двух гор сооружённый и проименованный Тейфельсбрюкке. Оный разрушен неприятелем. Но сие не останавливает победителей, доски связываются шарфами офицеров, по сим доскам бегут они, спускаются с вершины в бездны и, достигая врага, поражают его всюду… Утопая в скользкой грязи, должно было подыматься против водопада, низвергавшегося с рёвом и низрывавшего с яростью страшные камни и снежные и земляные глыбы, на которых много людей с лошадьми летели в преисподние пучины…

Русские солдаты разобрали находившийся поблизости сарай. Офицеры, возглавляемые братьями Мещёрским-первым и Мещёрским-третьим, связали доски офицерскими шарфами и накрыли ими провал, образовавшийся в арке, в то время, как егеря вели перестрелку с противником, находившимся на противоположном берегу. Первым, ступившим на эту перекладину, был Мещёрский-третий. Он был смертельно ранен и упал в пропасть, успев сказать: «друзья, не забудьте меня в реляции». Форсировавшие за ним под огнём противника Чёртов мост русские войска отбросили французов. Затем Чёртов мост в течение нескольких часов был отремонтирован более капитально и к 16 часам по нему начали переправляться главные силы Суворова.
В 1888 году этот мост, простоявший почти три столетия, рухнул. От него сохранились остатки левобережных опорных сооружений, напротив которых находится так называемая «французская площадка», на которой был разгромлен французский отряд, оборонявший выход из Урзернской дыры. Однако ещё в 1830 году рядом с ним был построен новый мост, который также стал называться «Чёртов мост». Наконец, в 1955 году рядом со вторым мостом, который стоит и ныне, был открыт современный автотранспортный «Чёртов мост».
В 1982 году в Швейцарии к столетию открытия Сен-Готардского туннеля была отчеканена серия памятных медалей из золота и серебра. Одна из них посвящена переходу русских войск через Чёртов мост. На ней изображены русские солдаты, ворвавшиеся со знаменем в руках на Чёртов мост. Надпись по обводу: «Сражение за Чёртов мост. 1799 год.»
18 мая 1975 года в с. Кончанское-Суворовское (Боровичский район) состоялось открытие диорамы «Альпийский поход А. В. Суворова», посвященной битве у Чёртова моста.

## Галерея
- Второй Чёртов мост и подъезды к нему (1934 год)
- Второй и третий Чёртов мост
- Второй и третий Чёртов мост со стороны железнодорожного моста
- Панорама на железнодорожный, второй и третий Чёртов мосты (август 2013 года)
- Панорама на железнодорожный, второй и третий Чёртов мосты (октябрь 2011 года)
- Вид на второй и третий Чёртов мост с площадки перед монументом Суворову